# François-Louis Perne
François-Louis Perne (Paris, 4 de outubro de 1772 — Laon, 26 de maio de 1832) foi um musicólogo, cantor, professor, contrabaixista, compositor e historiador francês.
Iniciou seus estudos de música como menino cantor na Igreja de Saint-Jacques-de-la-Boucherie, e em 1792 foi admitido como tenor na Ópera de Paris, permanecendo nessa posição até 1799, quando assumiu o contrabaixo na orquestra. Em seguida ingressou como professor de harmonia no Conservatório de Paris, mais tarde assumindo a direção da casa. Entre suas obras publicadas se destacam Cours élémentaire d'harmonie (1823) e Ancienne musique des chansons du châtelain de Coucy mise en notation moderne (1830). Deixou poucas composições, entre elas uma Fugue à trois partes, trois modes, quatre sujets et quatre faces e um Canon à sept parties et à nombreuses mutations.